# Stadtmuseum Leonding

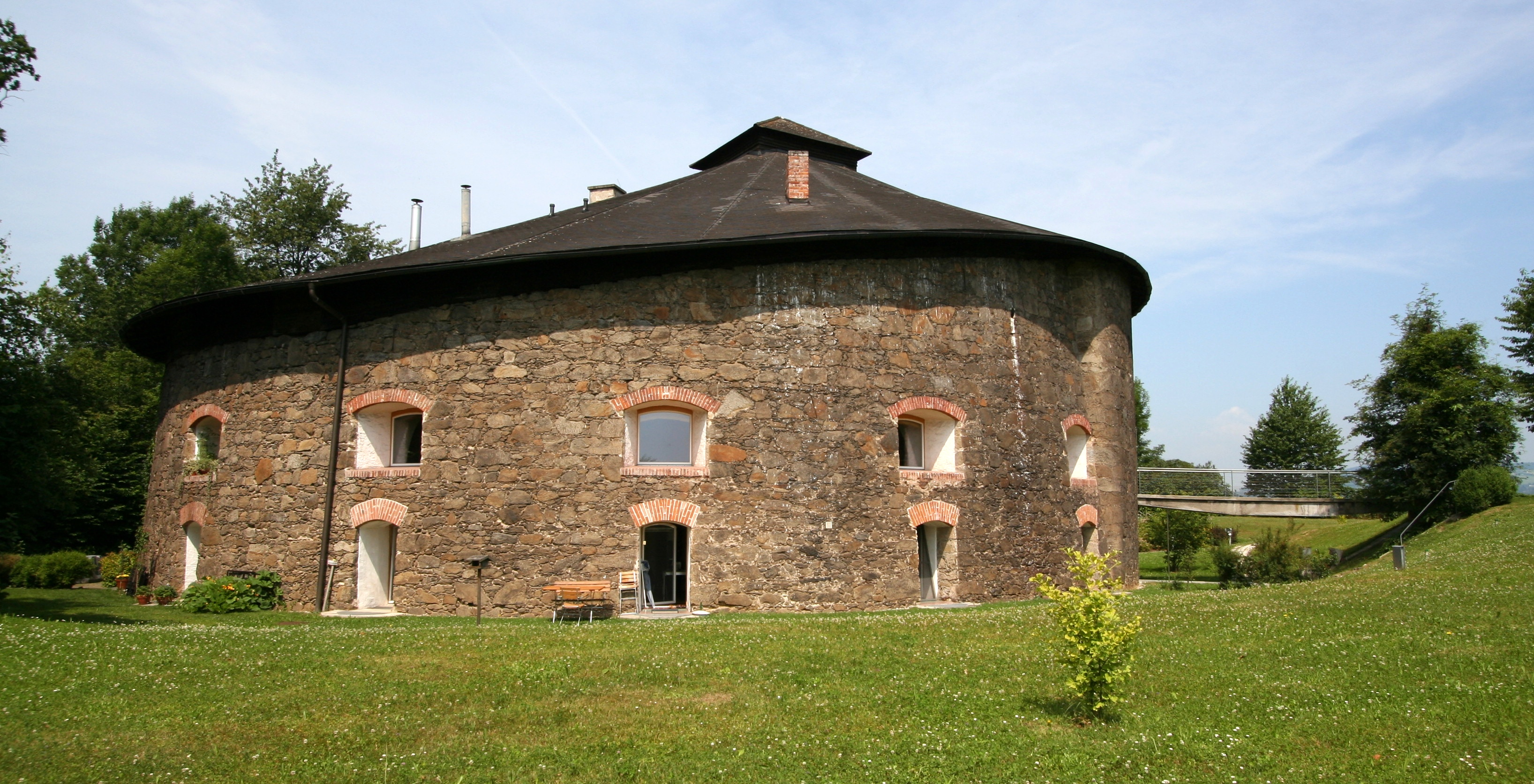
Das Leondinger Stadtmuseum

Das Stadtmuseum Leonding, auch Turmmuseum genannt, befindet sich im Turm 9 der Turmbefestigung Linz in Leonding und wird seit 1999 als Museum betrieben.

## Geschichte
Wie die restlichen Türme der Turmbefestigung Linz wurde auch der Turm 9 – auch Apollonia-Turm genannt – zwischen 1830 und 1833 errichtet. Ab 1996 wurde der Turm renoviert, 1999 wurde das Stadtmuseum Leonding eröffnet. Heute beherbergt es auf rund 800 m² eine Sammlung an naturhistorischen, archäologischen und stadtgeschichtlichen Exponaten.

## Ausstellungen
- 2014: Der 1. Weltkrieg – Erinnerungen aus Leonding
- 2015: Harter Plateau
- Dauerausstellung: Leonding im Wandel der Jahrtausende: Von der Urgeschichte bis 1013
- Dauerausstellung: Leonding – vom Dorf zur Stadt